# Bakkafjörður
Bakkafjörður – miejscowość w północno-wschodniej Islandii, na wschodnim wybrzeżu zatoki Bakkafjörður, stanowiącej część większej zatoki Bakkaflói, na zachodnim brzegu półwyspu Digranes, którego wzgórza osiągają około 250 m n.p.m. Położona jest we wschodniej części gminy Langanesbyggð, wchodzącej w skład regionu Norðurland eystra. Dociera do niej droga nr 91, boczna od drogi nr 85 łączącej Vopnafjörður z Þórshöfn, siedzibą gminy Langanesbyggð. Na początku 2018 roku zamieszkiwało ją 65 osób.
Bakkafjörður powstała jako osada rybacka, zwana początkowo jako Höfn (= „port”). Osada posiadała licencję na handel rybami od 1885 roku. W północnej części miejscowości znajduje się pozostałości starego portu z nabrzeżem. W latach 80. XX wieku około 2 km na południe od Bakkafjörður powstał nowy port. Współcześnie w miejscowości rozwija się również funkcja turystyczna – rybacy oferują m.in. wędkarstwo morskie. 
Do 2006 roku Bakkafjörður wchodziła w skład gminy Skeggjastaðahreppur, położonej wówczas w regionie Austurland. Po jej połączeniu z gminą Þórshafnarhreppur i utworzeniu nowej gminy miejscowość została włączona do regionu Norðurland eystra.